# 帯広市議会
帯広市議会（おびひろしぎかい）は、北海道帯広市に設置されている地方議会である。

## 概要

### 任期
4年

### 定数
29人

### 所在地
北海道帯広市西5条南7丁目1
帯広市役所本庁舎3階

### 委員会
- 議会運営委員会

#### 常任委員会
- 総務委員会
- 厚生委員会
- 経済文教委員会
- 建設委員会

#### 特別委員会
- 予算・決算審査特別委員会
- 議案審査特別委員会

### 定例会
- 年4回実施[2]
  - 3月
  - 6月
  - 9月
  - 12月

## 会派
| 会派名                     | 議員数 | 所属党派             | 議員名（◎は代表者）                                        | 女性議員数 | 女性議員の比率(%) |
| -------------------------- | ------ | -------------------- | ---------------------------------------------------------- | ---------- | ----------------- |
| 自由民主党・無所属の会     | 6      | 自由民主党5 無所属1  | ◎石井宏治 大和田三朗 上野庸介 谷保寿彦 木幡裕之 鬼塚英喜   | 0          | 0                 |
| 立憲民主・市民連合         | 6      | 立憲民主党5 無所属1  | ◎菊地ルツ 大林愛慶 柳田健太郎 佐々木直美 岡坂忠志 藤浦有希 | 3          | 50                |
| 市政会                     | 4      | 無所属               | ◎佐々木勇一 有城正憲 大塚徹 西本嘉伸                       | 0          | 0                 |
| 公明党                     | 4      | 公明党               | ◎大竹口武光 椎名成 工藤進 今野祐子                         | 1          | 25                |
| 日本共産党帯広市議会議員団 | 3      | 日本共産党           | ◎杉野智美 播磨和宏 大平亮介                                | 1          | 33.33             |
| 会派に属さない議員         | 6      | 国民民主党           | 稗貫秀次 林佳奈子                                          | 1          | 50                |
| 会派に属さない議員         | 6      | 参政党               | 三浦勇利                                                   | 1          | 50                |
| 会派に属さない議員         | 6      | 無所属               | 今識史                                                     | 1          | 50                |
| 会派に属さない議員         | 6      | 無所属（議長）       | 横山明美                                                   | 1          | 50                |
| 会派に属さない議員         | 6      | 立憲民主党（副議長） | 楢山直義                                                   | 1          | 50                |
| 計                         | 29     |                      |                                                            | 6          | 20.68             |

## 議員報酬等
| 役職   | 議員報酬        | 政務活動費 |
| ------ | --------------- | ---------- |
| 議長   | 月額 58万0000円 | 月額 3万円 |
| 副議長 | 月額 51万0000円 | 月額 3万円 |
| 議員   | 月額 47万0000円 | 月額 3万円 |

- 別途、年2回期末手当あり
- 政務活動費の残金は市に返還する義務がある
- 議員年金は2011年（平成23年）6月1日で廃止されている

## 定数の推移
「帯広市議会定数条例」によって定数が決められている。
- 2003年（平成15年）4月27日選挙 - 36人→32人
- 2015年（平成27年）4月26日選挙 - 32人→29人

## 議会出身者

### 帯広町議会
- 奥野小四郎（衆議院議員・3代目帯広市長）
- 三井徳宝（衆議院議員）

### 帯広市議会
- 清水誠一（衆議院議員）
- 高倉定助（衆議院議員）
- 本名武（衆議院議員）
- 佐藤亀太郎（4代目帯広市長）